# Auguste Verneuil
Pour les articles homonymes, voir Verneuil.
Auguste Victor Louis Verneuil (né à Dunkerque le 3 novembre 1856 et mort à Paris le 27 avril 1913) est un chimiste français célèbre pour avoir inventé le premier processus commercialement viable de fabrication de pierres précieuses synthétiques.
En 1902, il découvrit le processus de fusion à la flamme aujourd'hui communément appelé processus Verneuil, qui reste toujours de nos jours d'actualité pour obtenir des corindons et des rubis synthétiques.

## Biographie

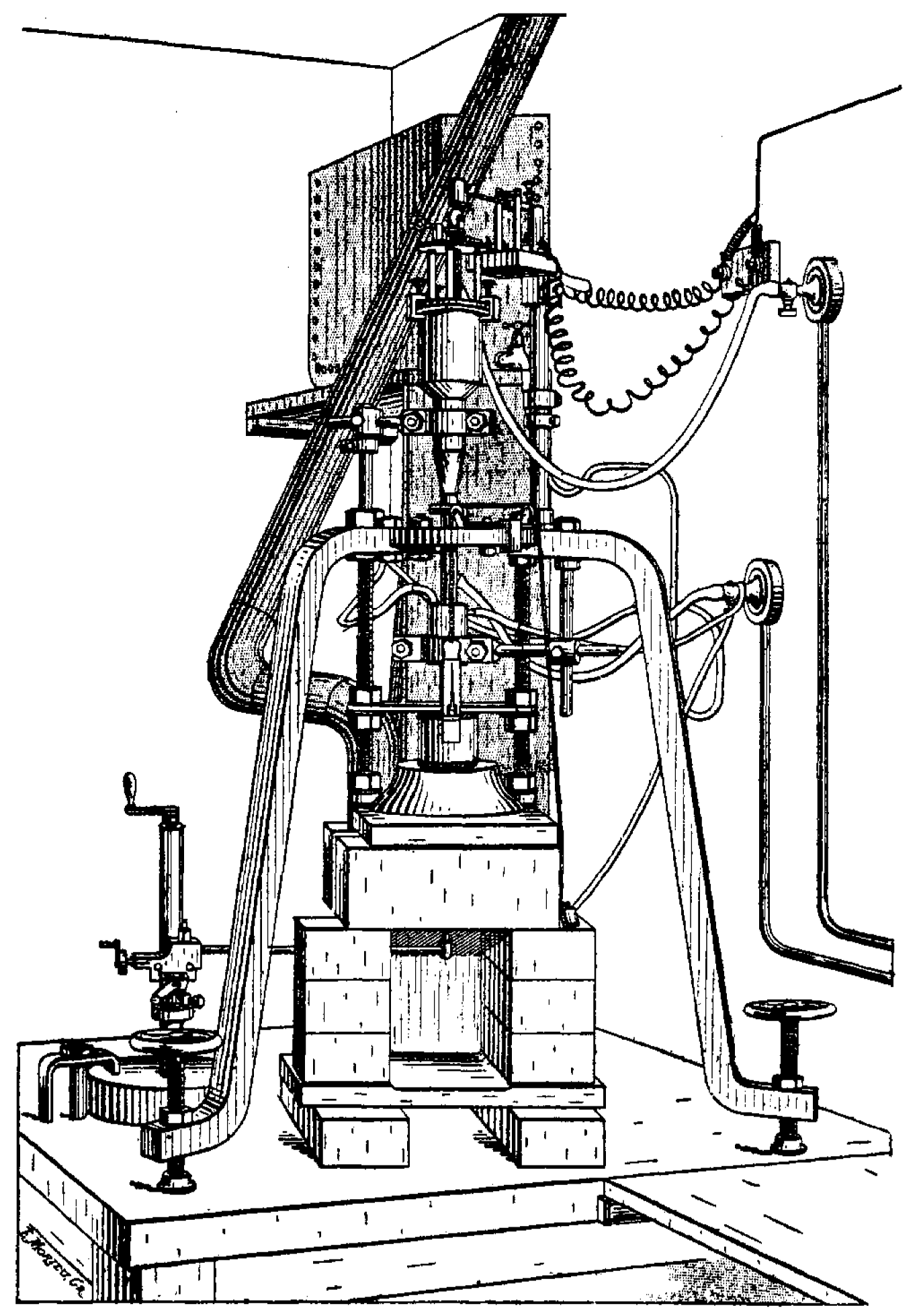
Un schéma d'un des premiers fours utilisé par Verneuil pour synthétiser les rubis suivant le procédé Verneuil.

Auguste Verneuil est né à Dunkerque en 1856 (il est le fils naturel puis légitime du photographe Auguste Verneuil, anciennement fabricant de mécanisme de montres, et de Victoire Duchochois, qui se marieront en 1858). Lorsqu'il a dix-sept ans, le chimiste Edmond Frémy le prend comme assistant de laboratoire. C’est en 1902 qu'Auguste Verneuil, fils adoptif d’Edmond Frémy[réf. nécessaire], produit le premier rubis synthétique par la fusion de poudre d’oxyde d’aluminium (Al2O3) avec des traces d'oxyde de chrome(III) (Cr2O3 < 1 % masse) responsables de la couleur rouge caractéristique des rubis naturels (source : voir en  lien externe). Il obtint son baccalauréat en 1875, son master en 1880 et son doctorat en 1886. En 1892, il devint professeur de chimie appliquée dans le département de chimie organique du Muséum d'histoire naturelle à Paris, où il travailla pendant treize ans. Il étudia des méthodes de synthèse du rubis, la chimie du sélénium, la phosphorescence de la sphalérite, la chimie des terres rares, la purification de la glycérine et la production de verre à haut indice de réfraction. Il enseigna également dans différentes grandes écoles.
Auguste Verneuil commença à travailler sur la synthèse du rubis par fusion à la flamme en 1886 et parvint à un résultat en six ans. Le chimiste français ajoute des traces d'oxyde de chrome(III), pour lui conférer une couleur rouge intense et caractéristique des pierres gemmes extraites dans la nature. Les principaux gisements de rubis naturel se trouvent en Birmanie (90 % de la production mondiale), au Sri Lanka et en Thaïlande. Il déposa ses notes sous scellé à l'Académie des sciences à Paris en 1891 et 1892, mais n'annonça sa découverte qu'en 1902. Jusqu'à cette date, les mécanismes horlogers étaient munis de rubis naturels afin de diminuer les frottements et de protéger la surface des axes mécaniques de l'usure. Grâce au corindon synthétique dopé au Cr3+, les montres sont maintenant équipées de rubis artificiels.